# غرنيت مالي
غرنيت مالي (بالإنجليزية: Garnet Malley)‏ (و. 1892 – 1961 م) هو عسكري، وطيار أسترالي، ولد في Mosman, New South Wales ‏، ويحمل رتبة عسكرية عقيد، توفي في Vanua Balavu ‏، عن عمر يناهز 69 عاماً.

## الخدمة العسكرية
خدم في القوات الجوية الملكية الأسترالية.

## جوائز
حصل على جوائز منها:
- وسام الصليب العسكري البريطاني
- صليب سلاح الجو  [لغات أخرى]‏
- وسام الاستحقاق الأمريكي برتبة فيلق